# Arjaq
Arjaq (persiska: ارجق, اَرجَغ, اَرچَق) är en ort i Iran.   Den ligger i provinsen Ardabil, i den nordvästra delen av landet, 400 km nordväst om huvudstaden Teheran. Arjaq ligger 1 138 meter över havet och antalet invånare är 573.
Terrängen runt Arjaq är kuperad åt sydost, men åt nordväst är den platt. Terrängen runt Arjaq sluttar norrut.Runt Arjaq är det ganska tätbefolkat, med 139 invånare per kvadratkilometer. Närmaste större samhälle är Lārī, 5,6 km väster om Arjaq. Trakten runt Arjaq består i huvudsak av gräsmarker.